# Bofors 105 mm wz. 36

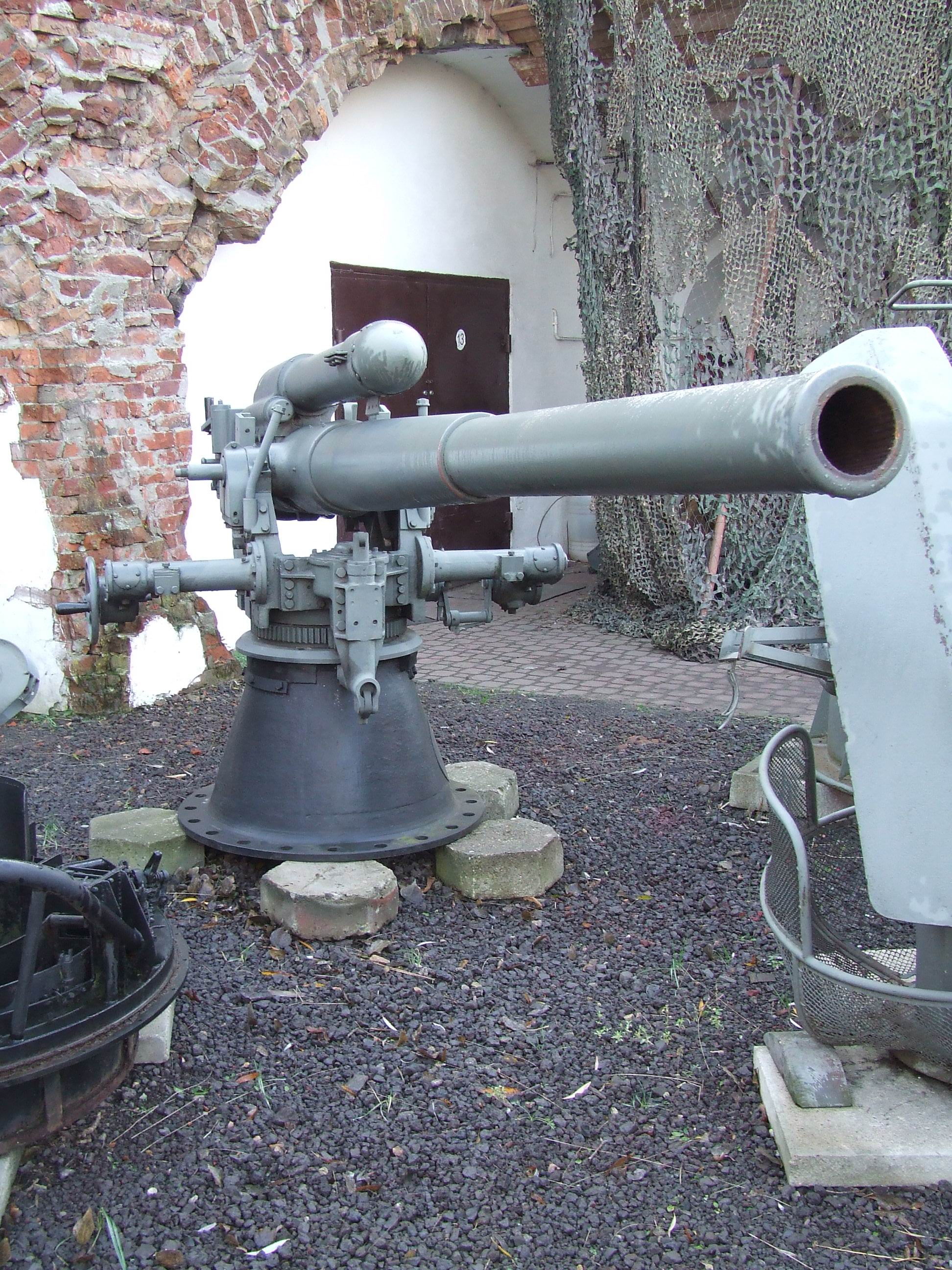
Armata z „Sępa” w muzeum (bez maski)

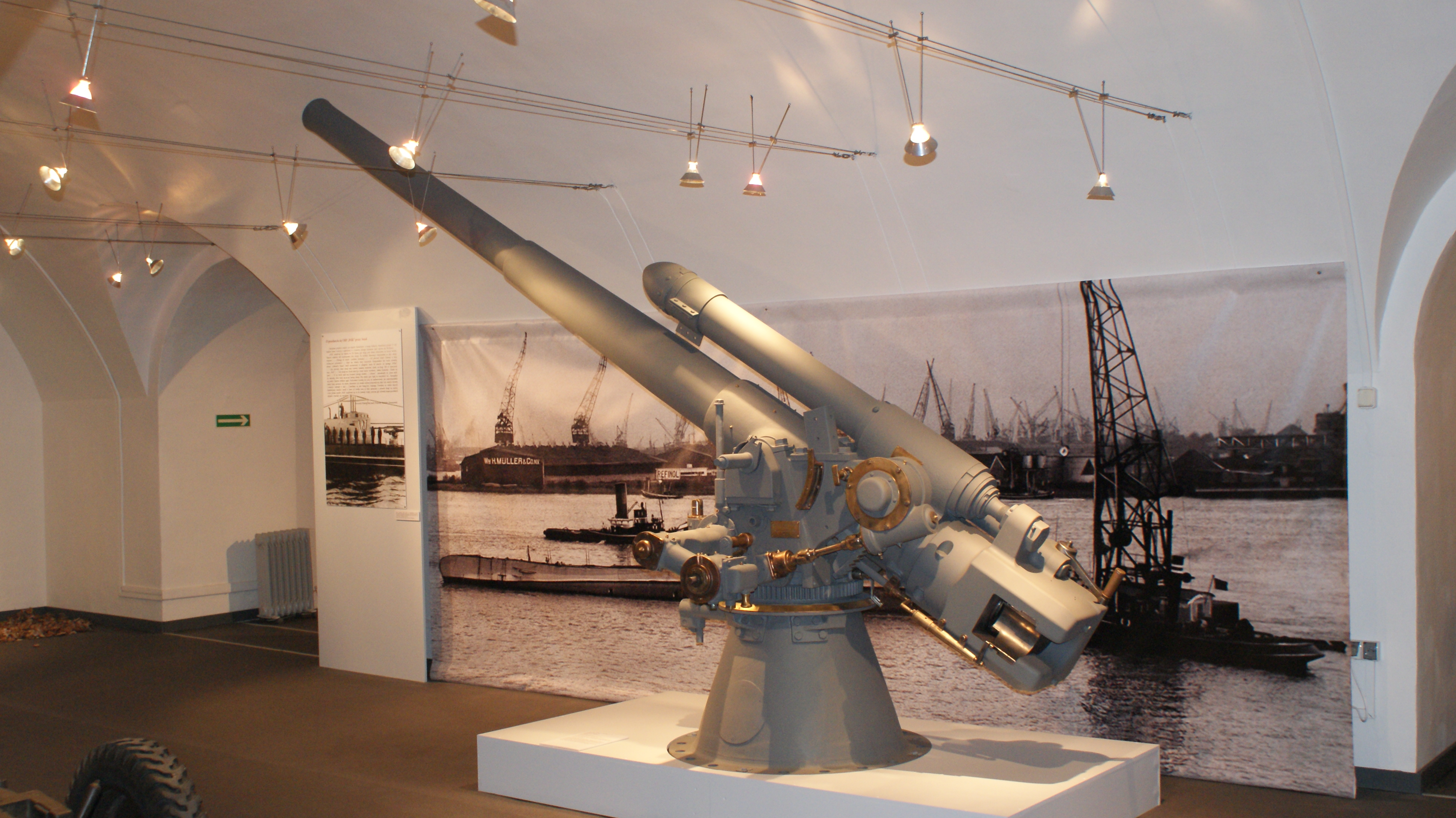
Bofors 105 mm wz.36 ze zbiorów Muzeum Polskiej Techniki Wojskowej

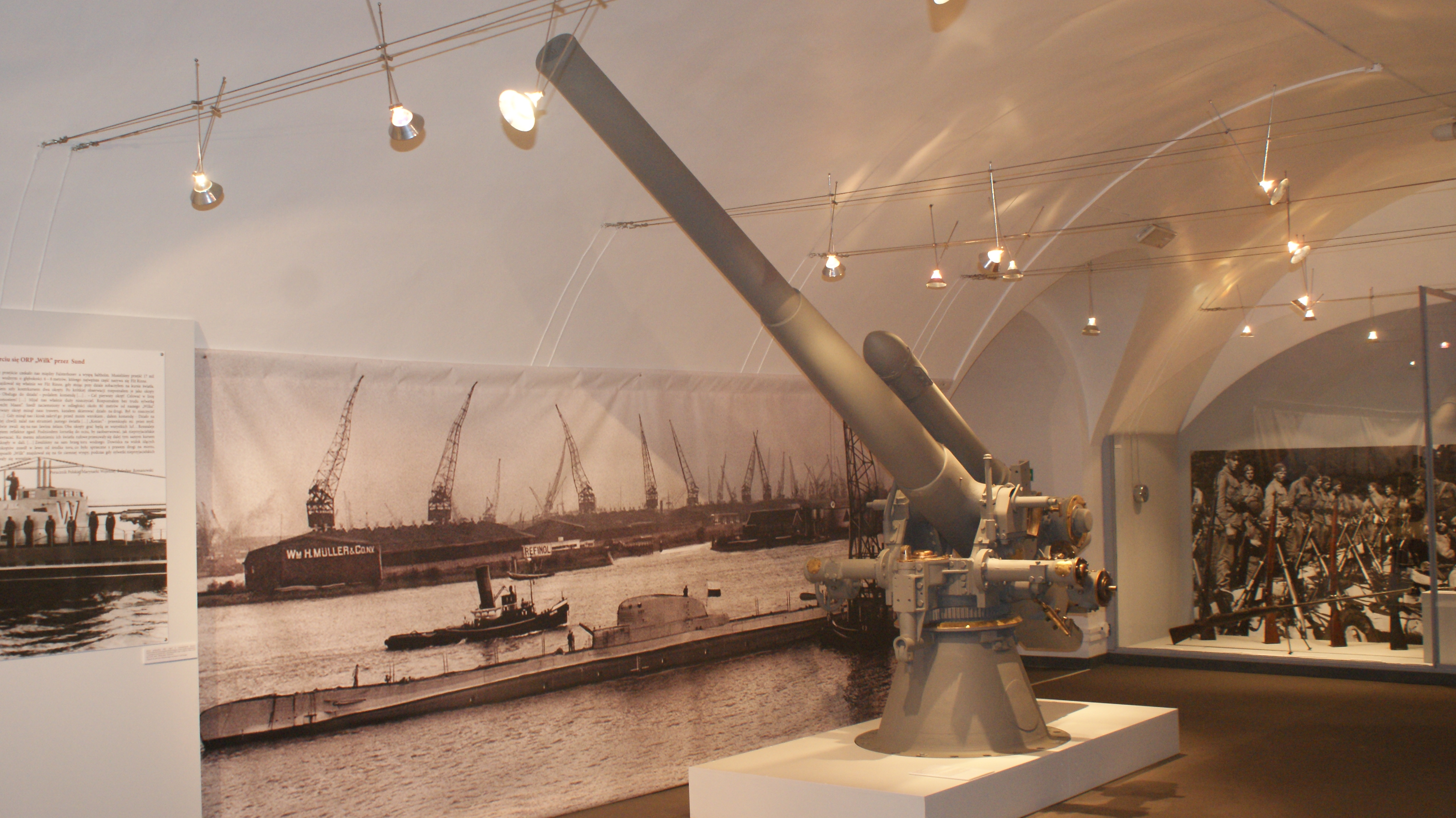
Bofors 105 mm wz.36 ze zbiorów Muzeum Polskiej Techniki Wojskowej

Armata morska Bofors wz. 36 kalibru 105 mm była podstawowym uzbrojeniem artyleryjskim okrętów podwodnych OORP „Sęp” i „Orzeł”. Armata umieszczona była przed kioskiem w zamkniętej obudowie.
Działo 105 mm L/40 wz.36 Bofors znajdowało się na ORP „Orzeł” od jego powstania aż do zaginięcia i podzieliło jego los. Na ORP „Sęp” znajdowało się także od momentu jego powstania do przebudowy w okresie kwiecień-maj 1951 r. Wówczas też zlikwidowano obracany podest wraz z osłaniającą działo maską i w to miejsce zamontowano rosyjskie działo B-24-P kalibru 100 mm, ale i ono pozostało na okręcie tylko do 1958 r., gdyż uznano, że sytuacja się zmieniła i okręty podwodne nie wymagają posiadania dział tego kalibru.
Jednak ORP „Sęp” w tym czasie na trwałe wpłynął na naszą wizje tego jak wyglądał ORP „Orzeł”, gdyż w filmie Leonarda Buczkowskiego „Orzeł” z 1958 roku zagrał rolę swego brata bliźniaka okrętu ORP „Orzeł” w tym czasie „Sęp” był już po przebudowie, a więc z filmu znamy „Orła” z rosyjskim działem B-24-P kalibru 100 mm nie osłoniętym maską. Przedwojenne działo nie mogło uczestniczyć w obronie przeciwlotniczej.
Armata 105 mm L/40 Bofors powstała według specyficznych wymagań broni dla okrętów podwodnych. Gdy okręt się zanurzał lufa działa była zaślepiana specjalnymi zamknięciami od strony wylotu lufy i zamka. Sposób zamocowania działa na polskich okrętach podwodnych można uznać za wyjątkowy. Działo ustawione było na obrotowej platformie pokrytej gretingiem i wbudowanej w pokład okrętu. Działo obracało się wraz z tą platformą na której znajdowała się obsługa i maska osłaniająca działo. Przód kiosku za maską w położeniu zero, nie miał przedniej ściany, gdyż podawano stamtąd amunicję.
Polska komisja powojenna nie oceniała jednak tego sposobu montażu działa zbyt wysoko. Argumentowano, że istniejąca maska wraz z obrotową podstawą w dużym stopniu utrudnia obsługę działa podczas strzelania na burty i zmniejsza szybkostrzelność. Zdarzały się też nieszczęśliwe wypadki.
Zapas amunicji (125 szt. naboi) przechowywano w magazynie (komorze amunicyjnej) znajdującym się na śródokręciu pod pomieszczeniem centrali pomocniczej. W kiosku znajdowały się 4 wodoszczelne parki amunicyjne z tego 3 po 7 naboi i 1 na 6 naboi. Choć gdzieniegdzie podaje się też zapas 100 sztuk (jednostka ognia).
Armata posiadała lufę monoblokową samowzmocnioną wyposażoną w półautomatyczny poziomy zamek klinowy, ładowanie armaty mogło odbywać się przy każdym kącie podniesienia lufy. Nad lufą znajdowała się hydrauliczny opornik wraz ze sprężynowym powrotnikiem, celowniczy kierunku zajmował stanowisko z prawej strony a celowniczy wysokości z lewej strony armaty. Oba celowniki (poniesienia i kierunku) były podświetlane, obsługa działa składała się z trzech ludzi.
W opracowaniach podawane jest, że jest to działo 105 mm o długości lufy L/41, co oznacza 4305 mm, a w innych, że L/40 co oznacza 4200 mm długości. Jest też podawana długość 4300 mm. Tymczasem na dwóch tabliczkach znamionowych zachowanego działa (zdjęcie znajduje się poniżej) jest wyraźnie wygrawerowane, że jest to działo 105 mm o długości lufy L/40 wz.36. Dla odmiany na płasku tylnej części nasady zamka jest wygrawerowane L/41 wz.36. Na tabelkach z rysunków technicznych działo raz jest oznaczane L/40 a innym razem L/41. W zachowanej korespondencji z 1939 r. armata ta jest opisywana, jako 105 mm L/41 Bofors. Sprawę można rozwiązać jedynie pomiarem długości lufy na eksponacie.
Na każde działo przewidywano zapas 150 szt. naboi (tzw. pierwszy zapas) a według wykazu z kwietnia 1938 r. na okrętach i w magazynach zgromadzono 600 szt. naboi do dział, co stanowiło 2/3 planowanego zapasu. Do armaty używano pocisków wykonanych na wzór stalowego pocisku 105 mm wz. 31 (z zapalnikiem 24/31 RYG wz.1918) stosowanego w armacie dalekonośnej wz. 1929. W sierpniu 1939 r. na zlecenie KMW, Centrum Badań Balistycznych w Zielonce opracowało poprawkę do tabel strzelniczych uwzględniającą zastosowanie zapalnika 34/31 wz. 1899/1915 ze wzmocnioną sprężyną. Podczas przygotowań wojennych okręty typu „Orzeł” zdały amunicję ćwiczebną i zaokrętowały ostrą amunicję. Pobrały po 150 pocisków 105 mm, po 1200 pocisków 40 mm i po 20 torped 533 mm.
Późniejsze działa 10.5 cm/41 (4.1") Model 1940, które stanowiły rozwinięcie tego typu działa zostały przystosowane do zwalczania samolotów z zakresem ostrzału w pionie od -5 do +80 stopni. Szwedzi montowali je po 2 na trałowcach typu Arholma. Jeden z serii tych 14 trałowców HMS Bremön z numerem burtowym 55, znajduje się w szwedzkim muzeum.
Działo z okrętu podwodnego ORP „Sęp”  
Działo 105 mm L/40 Bofors, które było kiedyś zainstalowane na ORP „Sęp” ma następujące wybite cechy:
Od tyłu na płasku nasady zamka na górze: znak firmowy, 1937, znak firmowy. W dolnym wierszu: Dz. 105 mm. L/41. Wz.36,
Na dolnej części płasku nasady zamka: No 1. A w dolnym wierszu 1167 kg. Podana waga odnosi się do części odrzutowej działa.
Na tabliczce znamionowej umieszczonej na lewym boku obejmy oporopowrotnika: w górnym wierszu A-B BOFORS ze znakami firmowymi po bokach, w kolejnym wierszu SVERIGE, niżej DZ.105mm.L/40 wz.36, poniżej N.1, w dolnym wierszu CIĘŻAR NA CZOPACH 1603 kg.
Na tabliczce znamionowej umieszczonej na lewym boku kołyski armaty: w górnym wierszu A-B BOFORS ze znakami firmowymi po bokach, w kolejnym wierszu SVERIGE, niżej DZ.105mm.L/40 wz.36, poniżej N.1, w dolnym wierszu 2.883 kg co odnosi się do wagi całego działa z podstawą.
| Państwo:                                             | Szwecja/Polska           |                                           |
| Źródło danych                                        | dokumentacja i dokumenty | tabliczki znamionowe na zachowanym dziale |
| Długość całkowita lufy:                              | 4300 mm                  | brak                                      |
| Długość lufy w kalibrach:                            | L/40 lub L/41            | L/40 lub L/41                             |
| Kąty ostrzału pionowego                              | od -10 do +32            | od -10 do +32                             |
| Ostrzał poziomy:                                     | 360°                     | 360°                                      |
| Wysokość na czopach:                                 | 1100 mm                  | brak                                      |
| Ciężar lufy z zamkiem:                               | 1180 kg                  | 1167 kg                                   |
| Ciężar działa na czopach:                            | brak                     | 1603 kg                                   |
| Ciężar podstawy z przyrządami celowniczymi:          | 1770 kg                  | brak                                      |
| Ciężar całkowity działa:                             | 2950 kg                  | 2883 kg                                   |
| Donośność:                                           | 14 600 m                 | brak                                      |
| Prędkość początkowa pocisków:                        | 700 m/s                  | brak                                      |
| Ciężar pocisku:                                      | 16 kg                    | brak                                      |
| Ciężar ładunku miotającego:                          | 2,8 kg                   | brak                                      |
| Ciężar całkowity naboju:                             | 23 kg                    | brak                                      |
| Ilość amunicji w wodoszczelnych parkach podręcznych: | 27 szt.                  | brak                                      |
| Ilość amunicji w komorze amunicyjnej okrętu:         | 125 sztuk                | brak                                      |